# Hidantoină
Hidantoina (imidazolidin-2,4-diona sau glicolilurea) este un compus organic heterociclic cu formula chimică CH2C(O)NHC(O)NH. Este un solid incolor ce se obține în urma reacției dintre acid glicolic și uree și poate fi considerat un derivat de imidazolidină. Hidantoinele sunt compușii derivați de la această structură, un exemplu comun fiind medicamentul fenitoină.

## Obținere
Hidantoina a fost sintetizată pentru prima dată de către Adolf von Baeyer în anul 1861, care a studiat comportamentul acidului uric. Acesta a obținut compusul prin hidrogenarea alantoinei, de unde provine și numele:
Friedrich Urech a sintetizat 5-metilhidantoina în 1873 din sulfat de alanină și cianat de potasiu, reacție denumită astăzi sinteza Urech. Metoda este similară cu cele moderne care implică utilizarea cianaților de alchil sau aril. Derivații 5,5-dimetilici se pot obține plecând de la cianhidrina acetonei și carbonat de amoniu. Reacția este denumită reacția Bucherer-Bergs: